# 波比·哥連斯
羅拔 "波比"·楊·哥連斯（英文：Robert "Bobby" Young Collins，1931年2月16日—2014年1月13日）生於蘇格蘭格拉斯哥Govanhill，以其在些路迪、愛華頓、列斯聯的魅力在足球界見稱。
司職中場的他身高雖然只有 160厘米（5呎3吋），但他體格強健且勤力走動。他在17歲時已加盟些路迪，效力至27歲。

## 外部連結
- 蘇格蘭足球總會對他的介紹 （页面存档备份，存于）